# Свитана, Павол
Павол Свитана (словац. Pavol Svitana; род. 2 сентября 1948 года, Матейовце, Чехословакия) — бывший чехословацкий хоккеист, вратарь. Чемпион Чехословакии 1969 года, серебряный призёр Олимпийских игр 1976 года.

## Биография
Павол Свитана известен по выступлениям за команды «Попрад», «Кошице», «Мотор» Ческе-Будеёвице, «Дукла» Йиглава. В 1969 году стал чемпионом Чехословакии в составе йиглавской «Дуклы». За 12 сезонов в чехословацкой лиге провёл 328 матчей. Был 3-м вратарём сборной Чехословакии на Кубке Канады и Олимпийских играх 1976 года. Чехословацкая сборная на этих турнирах заняла 2 место.

## Достижения
- Чемпион Чехословакии 1969

- Серебряный призёр Олимпийских игр 1976 года